# Anders Sørensen Vedel
 Der er for få eller ingen kildehenvisninger i denne artikel, hvilket er et problem. Du kan hjælpe ved at angive troværdige kilder til de påstande, som fremføres i artiklen.

Anders Sørensen Vedel (9. november 1542 i Vejle (deraf tilnavnet) – 13. februar 1616 i Ribe) var en dansk historiker og forfatter til en lang række værker. Han er blandt andet kendt for at have oversat Saxos Gesta Danorum fra latin til dansk.

## Liv og karriere
Efter skolegang i Vejle og Ribe kom Vedel i 1561 til København. Fra 1562 til 65 ledsagede han som hovmester Tycho Brahe til Leipzig og Wittenberg.
Han skrev selv sit navn som Anders Søffrinssøn Vedel. Han tog navnet Vedel efter sin fødeby Vejle, hvis navn i middelalderen har været stavet Wæthla, Wæthel og Vedel.
Efter i 1566 at have erhvervet magistergraden ved Wittenbergs universitet blev han i 1568 slotsprædikant ved Københavns Slot, et embede han beklædte, til han i 1581 flyttede til Ribe.
Vedel blev den 30. juni 1577 gift med Hans Svanings 14-årige datter Marine Hansdatter Svane. Marine døde dog under et besøg i forældrenes hjem året efter brylluppet og de efterlod sig ikke børn. I 1581 flyttede Vedel til Ribe, hvor han 20. august samme år blev gift med Mette Hansdatter, datter af Hans Laugesen og Dorthe Tausen.

### Historiker
I 1570'erne oversatte han Saxos Gesta Danorum fra latin til dansk: Den Danske Krønicke som Saxo Grammaticus screff nu først aff Latinen udsæt, flittelige offuerseet oc forbedret aff Anders Søffrinssøn Vedel, København 1575:
Fire år senere, i 1579, udsendte han den første trykte udgave af Adam af Bremens kirkehistorie fra omkring 1070, der handler om biskopperne af Hamburg-Bremen fra omkring 800 til Adams egen tid omkring 1070. Værket er en væsentlig kilde til Danmarks tidlige historie. Vedels udgave bærer den lange titel: Historia ecclesiastica continens Religionis propagatæ gesta, quæ a temporibus Caroli Magni usque ad Imp. Henricum IIII acciderunt in Ecclesia, non tam Bremensi quam vicina Septentionali ferme universa nunc recèns mendis vindicata et e tenebris in lucem vocata, studio & opera Andreæ Severini Vellei.
Et tredje hovedværk i Vedels litterære produktion er Hundredvisebogen (no), hans udgave af danske folkeviser fra 1591. På titelbladet: It Hundrede vduaalde Danske Viser, om allehaande merckelige Krigs Bedrifft, oc anden seldsom Euentyr, som sig her vdi Riget, ved gamle Kemper, naffnkundige Konger oc ellers forneme Personer begiffuet haffuer, aff arilds Tid indtil denne neruærendis Dag. Bogen er tilegnet Frederik 2.s dronning Sophie og trykt på Vedels eget trykkeri i Skolegade i Ribe.
Da Vedel i 1581 slog sig ned i Ribe, var det for at hellige sig sit største litterære projekt, en ny danmarkshistorie fra de ældste tider til hans egen tid. Det var et arbejde han påtog sig efter aftale med den danske regering, nærmere bestemt kansler Niels Kaas. Imidlertid lykkedes det ikke Vedel at fuldføre opgaven, og i 1594 tabte regeringen tålmodigheden. Vedel fik besked på at aflevere, hvad han havde både af egne udkast og af dokumenter til regeringen i København. I hans sted blev professor ved Københavns universitet Niels Krag udset til at skrive en ny danmarkshistorie. I modsætning til Vedel fik Krag officiel titel som kongelig historiograf.
Vedel nåede efter alt at dømme ikke at skrive meget af den store danmarkshistorie. I dag kendes kun en udførlig indholdsfortegnelse samt et enkelt afsnit, nemlig Svend Tveskægs historie. Den er affattet på dansk (og blev først trykt i 1705 længe efter Vedels død). Tanken var i udgangspunktet, at Vedel skulle skrive sit store værk på latin.
Imidlertid kender vi en del til Vedels visioner for en ny danmarkshistorie. Han skrev nemlig en slags 'ansøgning' om at komme i betragtning som regeringsudpeget historieskriver. Det er et lille essay med betragtninger om, hvordan opgaven at skrive Danmarks historie bedst gribes an. Bl.a. hævder han her det synspunkt – der i samtiden var ganske radikalt – at en danmarkshistorie først bør begynde omkring år 700: Vedel afviste at fæstne lid til Saxos beretning om de ældste tider.
Vedel skrev denne 'ansøgning' på latin i 1578 og på dansk et par år senere, i 1581. Den latinske version er bevaret i Vedels eget manuskript (i dag på Det Kongelige Bibliotek, GKS 2437 4to), og den danske version kendes også i dag i et håndskrift, der formentlig er skrevet af en af Vedels medhjælpere (Det Kongelige Bibliotek, GKS 2435 4to). Ingen af dem blev trykt i Vedels egen tid.

### Død og eftermæle
Vedel døde efter kort tids sygdom, han blev begravet i Ribe Domkirke, hans gravsten er i dag forsvundet.

## Familie
Børn med Mette Hansdatter Laugesen
1. Marine Andersdatter Vedel, født 22 juni 1582 - døde 28 juni 1639, gift med rektor Ægidius Lauridsen
2. Lauge Andersen Vedel, født 23 juli 1583 - døde 1583
3. Anne Andersdatter Vedel, født 18 maj 1585 - døde 22 januar 1655, gift med rådmand Bertel Jørgensen Struck
4. Sidsel (Else) Andersdatter Vedel, født 6 august 1586 - døde 28 april 1621, gift med biskop Poul Mortensen Aastrup
5. Søren Andersen Vedel, født 10 juli 1587 - døde 22 januar 1653, gift med Susanne Pedersdatter
6. Hans Andersen Vedel, født 2 juni 1588 - døde 1588
7. Hans Andersen Tausanus Vedel, født 7 januar 1590 - døde 1632, Hamburg
8. Lauge Andersen Vedel, født 20 december 1592 - døde 23 august 1648, gift med Lisbeth Johannesdatter Mauritii
9. Hans Laugesen Andersen Vedel, født 2 oktober 1595 - døde 7 september 1661, Burlev, 1. gift med Bente Jørgensdatter, 2. gift med Agnete Nielsdatter

## Galleri
- Mindetavle på Den gamle Domskole i Ribe
- Mindetavle på Skolegade 4 i Ribe
- Buste i Vedels Anlæg i Ribe
- Statue ved Skt. Nikolaj Kirke i Vejle
- Maleri i Skt. Nikolaj Kirke